# Кикладска уметност
Древна кикладска култура цветала је и развијала се на острвима Егејског мора од 3300. до 1100. године п. н. е. и поред минојске и микејске цивилизације кикладска се убраја у три главне егејске културе. Људи који су насељавали Кикладска острва у периоду 2600. – 1100. п. н. е. нису оставили за собом скоро никакве трагове, осим својих скромних камених гробова и ствари које су сахрањивали са мртвима. То су углавном керамика и мермерни идоли и скоро сви представљају нагу женску фигуру у стојећем ставу, руку скрштених на грудима, за коју се претпоставља да је била мајка и богиња плодности. Имале су пљоснат, клинаст облик, стубаст врат. Интересантно је да ове фигуре немају лица, осим оштро дефинисаног носа, али да су наглашене груди, колена и стомак. Фигуре су у извесном облику «елегантне» и префињење са нежним обрисима облина. Кикладски вајари 2. миленијума п. н. е. створили су прве женске актове у правој величини, за које ми знамо и више стотина година су једино они то чинили.
Ова уметност даје изворне форме и има изузетно уопштавање. Примећује се сличност са модерним стварањем.
Сем фигурина од предмета ове кутуре је сачувана и грнчарија која је рађена ручно и обично црне или црвенкасте боје. Грнчарија обично осликава неке зоолошке мотиве и бродове.